# 2018 VG18
2018 VG18 là một thiên thể bên ngoài Sao Hải Vương được phát hiện ở vị trí cách xa Mặt Trời hơn 100 AU (15 tỷ km). Nó được các nhà thiên văn học Scott Sheppard, David Tholen và Chad Trujillo quan sát lần đầu vào ngày 10 tháng 11 năm 2018. Họ đã công bố phát hiện của mình vào ngày 17 tháng 12 năm 2018 và đặt biệt danh cho vật thể này là "Farout" để nhấn mạnh khoảng cách của nó với Mặt trời.
2018 VG18 là vật thể tự nhiên xa thứ hai từng được quan sát trong Hệ Mặt Trời sau 2018 AG37 (thiên thể bên ngoài Sao Hải Vương, cách Trái Đất 132 AU) được nhóm quan sát phát hiện vào tháng 1 năm 2018.